# Делтавил (Вирџинија)
Делтавил (енгл. Deltaville) насељено је место без административног статуса у америчкој савезној држави Вирџинија.

## Демографија
По попису из 2010. године број становника је 1.119.
| Група             | 2000.    | 2010.         |
| Белци             | 0 (0,0%) | 1.063 (95,0%) |
| Афроамериканци    | 0 (0,0%) | 23 (2,1%)     |
| Азијати           | 0 (0,0%) | 5 (0,4%)      |
| Хиспаноамериканци | 0 (0,0%) | 13 (1,2%)     |
| Укупно            | 0        | 1.119         |